# Стеліос Роккос
Стеліос Роккос (грец. Στέλιος Ρόκκος, 1965 року, о. Лемнос) — грецький співак, композитор і автор текстів. Роккос співпрацював на сцені з багатьма відомими виконавцями грецької музики, такими, як Толіс Воскопулос, Янніс Паріос, Пасхаліс Терзіс, Харіс Алексіу, Дімітріс Басіс, Йоргос Маргарітіс, Сакіс Рувас, Янніс Вардіс, Софія Арваніті, Пеггі Зіна, Антоніс Ремос та іншими. Крім того, в 2002 році виступав на одній сцені у спільних концертах з всесвітньо відомим композитором Горан Брегович в  Афінах і  Салоніках. 

## Біографія

### Дитинство та юність
Народився в 1965 році на острові Лемнос. 
Змалку почав грати на гітарі, вже у 15 років виступав з концертами в США, Європі та Ізраїлі, як гітарист. В той же час він пише тексти і музику, з 1984 року почав виступати в нічних клубах, грати і співати рок-музику.
Його перший альбом, який вийшов 1992 року на BMG, був дуже успішним.

### Професійна кар'єра
В 1994 році звукозаписна компанія MBI підписує контракт зі Стеліосом Роккосом. В цьому же році виходить другий альбом Роккоса під назвою «Смарагди і рубіни»(Σμαράγδια και Ρουμπίνια). Заголовний трек диску — це приголомшуюча балада. Продажі альбому дуже швидко стали безпрецедентними, через декілька місяців диск став золотим. Диск «Смарагди і рубіни» став початком великої кар'єри для Стеліоса Роккоса.
До  Великодня 1996 року виходить альбом «Вітер» (Αγέρας), який стає золотим протягом трьох місяців після його випуску. Попри славу, Стеліос залишається простою людиною, як і раніше любить попірнати з аквалангом, любить своє село, хорошу компанію, життя.
Влітку 1996 року  Стеліос виступав з концертами в Салоніках. Під час прогулянки на катері стався вибух і почалася пожежа на борту. Стеліос Роккос був доставлений на  вертольоті до  лікарні в Афінах, де він був госпіталізований з опіками. На щастя тіло і обличчя постраждали мало, а ось довгого волосся, які він завжди носив як рок-музикант, Роккос позбувся.  
У травні 1997 року випустив свій третій альбом під назвою «В око бурі» (Στο μάτι του κυκλώνα), який стає золотим в перший же місяць релізу.
Восени 1997-го року Стеліос Роккос отримує лист лист від Ніка Гритса, звичайної людини з Кіпру, який висловив у віршах  біль з приводу протиправної смерті  Соломоса Солому, який був убитий  турками, будучи беззбройним, в присутності сил ООН, коли він знімав прапор турецьких окупантів на лінії припинення вогню. Стеліос Роккос написав музику на ці вірщі. 1 листопада 1997 року вийшов CD-сингл під назвою «За Соломоса Солому» ( Για το Σολωμό Σολωμού ) , доходи від продажу якого пішли для надання допомоги родині героя.

### 2011—2012
З жовтня 2011 року Роккос співпрацює з  Дімосом Анастасіадісом в клубі «Зірка» (Αστέρια) в  Гліфаді, до програми увійшли пісні в стилі  рок,  балади, і  поп-хіти.   Програма мала величезний успіх і співаки знову виступають в клубі «Зірка» в Гліфаді з 4 травня 2012 по 19 вересня 2012 року.  У березні 2012 року пройшли успішні концерти в  Салоніках. На початку 2012 року Стеліос Роккос записав дві нові пісні: в лютому — «Είμαι δικός σου» (він є автором музики) і в квітні — «Θυμάμαι». Обидві пісні увійшли в новий альбом Роккоса «Ταυτότητα», який  вийшов в липні 2012 року під ліцензією ΕΜΙ, альбом містить 13 пісень. Взимку 2012 — 2013 року Роккос співпрацює з Антонісом Ремосом на сцені   Афінської Арени в  Афінах. Прем'єра програми відбулася 2 листопада. 	
.
Більшість альбомів, які випустив Стеліос Роккос, користуються комерційним успіхом. Він є автором більшості пісень, які виконує.

## Приватне життя
У Роккоса четверо дітей, двоє синів і дві дочки. Старшому синові, Дімітросу, 23 роки, він гітарист., в 2008 році виступав зі Стеліосом Роккосом. 

## Дискографія
- 1993 — Σε χίλιους δρόμους Αriola (LP & CD)
- 1994 — Σμαράγδια και Ρουμπίνια ΜΒΙ (LP & CD)
- 1995 — Σαν αγρίμι MBI (LP & CD)
- 1996 — Αγέρας MBI (LP & CD) — Χρυσός
- 1997 — Στο μάτι του κυκλώνα MBI (LP & CD) — Πλατινένιος
- 1998 — Εν βρασμώ ψυχής MBI (CD) — Πλατινένιος
- 1999 — Όνειρα MBI (CD) — Χρυσός
- 2000 — Άγγελοι είμαστε όλοι Nitro (CD) — Χρυσός
- 2001 — Bήματα Nitro (CD) — Χρυσός
- 2002 — Bήματα Nitro επανέκδοση (2CDs)
- 2003 — Δε θέλω άλλο παραμύθι Polydor (CD)
- 2003 — Δε θέλω άλλο παραμύθι Polydor επανέκδοση (CD)
- 2004 — Δικά μου πράγματα Polydor (CD)
- 2006 — Υδροχόος Polydor (CD)
- 2008 — Πάνω απ’τον Κόσμο Polydor (CD)
- 2011 — In Rock Final touch (2CDs, Studio + Live)
- 2012 — Ταυτότητα

### Сингли
- 1994 — Καραβανι / Λήμνος MBI maxi single (βινύλιο)
- 1996 — Αν μ' αγαπάς / χορεύω MBI (CD single)
- 1996 — Τ' αλάνικα / πονάει η αγάπη MBI (CD single)
- 1997 — Για τον Σολωμό Σολωμού MBI (CD single)
- 1998 — Ένα βήμα πριν MBI (CD single) — Πλατινένιος
- 1999 — Κάπως αλλιώς MBI (CD single) — Πλατινένιος
- 2002 — Kάποιο βράδυ Polydor (Cd single)